# Дитер Халерфорден
Дитер Халерфорден (на немски: Dieter Hallervorden) e германски комик, сценарист, режисьор, певец, кабаретен артист и продуцент. Дитер е син на физичка и авиоинженер. Има две сестри Ренате и Маргот. Първата му съпруга е актрисата и партньорка в някои от филмите му Ротрауд Шиндлер, от която има син и дъщеря. През 1991 г. се жени за Елена Блуме, от която има син Йоханес. Дебютира в киното през 1960 г. с епизодична роля. От 1961 г. започва да води различни комедийни шоу програми. През 1975 г. 20-серийният сериал „Безкрайни безсмислици“ и неговия герой Диди му донасят световна известност. В този сериал Халерфорден използва с голям успех скечове и гегове в стила на Чарли Чаплин, Луи дьо Фюнес и Бени Хил.
През 1985 г. излиза невероятната комедия Отмъщението на роднините (Didi und die Rache der Enterbten), в която Дитер играе едновременно няколко роли
В България е известен с ролите си на Хари Ап от филма „Ах, ти, мили Хари“ и на Диди от сериала „Безкрайни безсмислици“. Към 2009 г. се е снимал в 47 филма. От 1988 г. живее във френския морски курорт Трегастел.